# Leptoneta hogyegulensis
Leptoneta hogyegulensis là một loài nhện trong họ Leptonetidae.
Loài này thuộc chi Leptoneta. Leptoneta hogyegulensis được miêu tả năm 1969 bởi Paik & Namkung.